# Telšiai
Telšiai er en by i det nordvestlige Litauen med et indbyggertal på 29.119(2011). Byen er hovedsæde i Telšiai apskritis og Telšiai distriktskommune, ved bredden af Mastis-søen.

## Navn på andre sprog
På andre sprog hedder Telšiai: Žemaitisk dialekt Telš, jiddisch: טעלז, tr. Telz, tysk: Telsche eller Telschi, russisk: Тельшяй, Тельши eller Тяльшяй og polsk: Telsze.

## Historie
Mastis-søen er nævnt i forskellige sagn og myter. Byen blev opkaldt efter en lille bæk, Telšė som løber ud i Mastis-søen. En af legenderne lyder, at en ridder ved navn Džiugas grundlagde byen. Telšiai blev første gang omtalt i skriftlige kilder omkring 1450. Under novemberopstanden i 1831 var Telšiai fristed for polsk-litauiske partisaner, der bekæmpede russerne.
I årene under Litauens uafhængighed 1918-40 voksede Telšiai hurtigt. Flere pige- og drengegymnasier, en håndværkerskole og et lærerseminarium blev grundlagt, Alkamuseet blev bygget, og flere kulturaktiviteter blev afholdt.

## Byen
Telšiai ligger ca 29 km øst for Plunge. Byområdet strækker sig omkring Mastis-søen og langs floden Durbinis og indeholder syv bakker. Byens oprindelige stjerne-formede grundplan er bevaret til i dag. Bebyggelsen i centrum består hovedsageligt af murstensarkitektur fra begyndelsen af 1900-tallet, men bygninger fra 16 og 1700-tallet er også bevaret.
I midten af Telšiai dominerede domkirken Skt. Anthony fra Padova (litauisk: sv. Paduviečio katedra Antonio) på en bakke. Kirken er bygget i anden halvdel af 1700-tallet i sen barokstil. Det rigt dekorerede interiør med syv altre repræsenterer en stilistisk overgangsperioden mellem renæssancen og tidlig klassicisme. Ved siden af domkirken ligger præsteseminariet, der blev grundlagt 1740, og er et af de førende i Litauen. Overfor seminariet ligger bispegården fra 1929.
Hovedgaden i Telšiai, Respublikos gatvė, (dansk: Republik gade) fører fra markedsgaden (litauisk: Turgaus aikštė) nær Mastis-søen forbi domkirkebakken og rådhuset til busstationen.

## Økonomi
Telšiai er centrum for skovindustrien. Byen ligger ved de vigtige jernbane- og vejforbindelser fra Klaipėda til Šiauliai.

## Sport
- FC Džiugas Telšiai;
- Telšių centrinis stadionas.

## Det jødiske samfund
Det jødiske samfund var stolt af den berømte "yeshiva" (dansk: rabbinerskole) i Telšiai. Telšiai yeshiva (jiddisch: ישיבת טלז, tr. Yeshivat Telz) blev grundlagt i 1875 og var i 1800-tallet anerkendt som en af de største i verden, der har uddannet rabbinere fra mange lande og havde på et tidspunkt op mod 500 studerende. Telšiai var på daværende tidspunkt et åndeligt center for jøder.
Skolen var i årene 1910 til 1930 under ledelse af rabbiner Joseph Leib Bloch (1860-1930), der kæmpede for bedre og mere omfattende uddannelse for drenge og piger. Bloch er berømt for sine pædagogiske tilgang, undervisningen indeholdt både traditionel og moderne, sekulære viden, og har haft indflydelse på undervisningen på mange rabbinerskoler den dag i dag.
I 1922 åbnede Telšiai yeshiva et Kollel (jiddisch: כולל) (en Postgraduat uddannelse), som forberedelse til rabbiner ordination (jiddisch: סמיכה לרבנות). Udvælgelseskriterierne var så strenge at Telšiai Kollel snart levede op til renommeet som en eksklusiv videregående uddannelsesinstitution. Undervisningsmaterialet (jiddisch: שעורים tr. shiurim) på Telšiai Kollel blev trykt og opnåede udbredt anvendelse som pædagogisk redskab i andre rabbinerskoler og nyder anseelse på rabbinskeskoler i dag.
Disse fremgange blev en målestok for den litauiske regering i 1924, der anvendte ideerne på de videregående uddannelsesinstitutioner. Telšiai yeshiva var den eneste institution af sin art i Litauen, og fik status som et statsanerkendt rabbiner seminar, hvor den traditionelle jødiske lære ikke forsømtes.
En mindre vellykket jødisk læreruddannelse, der var blevet grundlagt i 1918 i Kaunas, blev flyttet til Telšiai af Bloch i 1925 og reorganiseret som realskole (jiddisch: יבנה tr. jawne) under rabbinerskolen. I 1927 åbnede Bloch et jødisk gymnasium for piger, som indtil da ikke havde haft adgang til undervisning på dette niveau.
Gymnasieeleverne fik efter gymnasiet fra 1930 mulighed for at kvalificere sig på rabinerskolen. De færdiguddannede, samt kandidater fra seminaret var efterspurgte hjemme og i udlandet som lærere i jødiske skoler.
Efter Blochs død førte hans søn Rabbi Jizchaq Avraham Bloch institutionen videre. Hans bror, Rabbi Eliahu Meir Bloch og to svogere var i USA for at skaffe donationer til rabbinerskolen, da Tyskland, og kort efter Sovjetunionen havde angrebet Polen. Eliahu Meir Bloch og svogeren havde planer om at flytte hele anlægget til USA. I oktober 1942 grundlagdes de det stadigt eksisterende Rabbinical College of Telshe i Cleveland, Ohio, som en videreførelse af institutionen i Telšiai. Colleget er senere flyttet til Wickliffe (Ohio). Det lykkedes ikke at bringe de studerende og deres familier sikkert ud af Litauen.
Med den sovjetiske besættelse af Litauen i juni 1940, lukkede institutionen, og de fleste elever forlod Telšiai. Omkring hundrede studerende og lærere, der var blevet, holdt fortsat kurser på privat basis. Da Wehrmacht i juni 1941 marcherede ind i Litauen, lykkedes det Rabbi Chaim Stein til at flygte med en gruppe studerende til Sovjetunionen, hvorfra de efter anden verdenskrig udvandrede til USA.
Den Tyske besættelsesmagt og deres lokale kollaboratører myrdede den 15 Juli 1941 og i årene til 1944, de fleste jøder i Telšiai, inklusiv Rabbi Jizchaq Avraham Bloch, samt mere end 95% af alle andre jøder i Litauen. Den oprindelige yeshiva bygning og de øvrige bygninger eksisterer stadig i Telšiai. Ezriel Carlebach (en nevø af Joseph Carlebach), der havde været elev på rabbinerskolen skabte et skriftligt mindesmærke for byen, rabbinerskolen og det jødiske samfund i Telšiai med hans historier Den lille by (Telschi) og Telschi. I. Die Jeschiwah

## Bydele i Telšiai
I Telšiai er der 11 seniūnijos (dansk: ~ bydele).
| - Degaičiai - Gadūnavas - Luokė - Nevarėnai | - Ryškėnai - Telšiai by - Tryškiai - Upyna | - Varniai - Viešvėnai - Žarėnai |

## Venskabsbyer
Telšiai har fire venskabsbyer:
| - Krnov, Tjekkiet - Mińsk Mazowiecki, Polen | - Liezen, Østrig - Bassum, Tyskland |

## Galleri
- Telšiai om aftenen
- Den ortokse kirke i Telšiai